# Vanda Hădărean
Vanda Maria Hădărean (n. 3 mai 1976, Cluj-Napoca, România) este o gimnastă română de talie mondială, laureată cu argint olimpic la Barcelona 1992. 
Fosta sportivă locuiește din 2006 în Canada. A câștigat patru titluri consecutive de Miss World Fitness (2008, 2009, 2010, 2011) și apare în reclame la produse nutritive pentru sportivi.